# トロイ博物館
トロイ博物館 (トロイはくぶつかん; The Troy Museum; トルコ語: Troya Müzesi or Truva Müzesi) は、トルコ北西部にある古代都市トロイの遺跡近郊の、考古学博物館である。 
開館は2018年で、現代建築の中に7つのセクションに分かれて、トロイをはじめ近隣や周辺の島々にある古代都市からの出土品を展示している。館長はリドヴァン・ギョルチュク。博物館は2020年に欧州最優秀美術館賞特別賞と、欧州博物館アカデミー特別賞を受賞した。

## 博物館の建物
トロイ博物館は、トルコ北西部チャナッカレ県テフフィキエ村にあるトロイ遺跡の、約800メートル東に位置する。
2011年の博物館建築コンテストに優勝したのは、トルコの建築事務所ヤルン・ミマルルクであった。ミマルルクは現代的で簡素な建築をデザインした。建設は2013年に開始され、2015年に中断し、2017年に再開された。

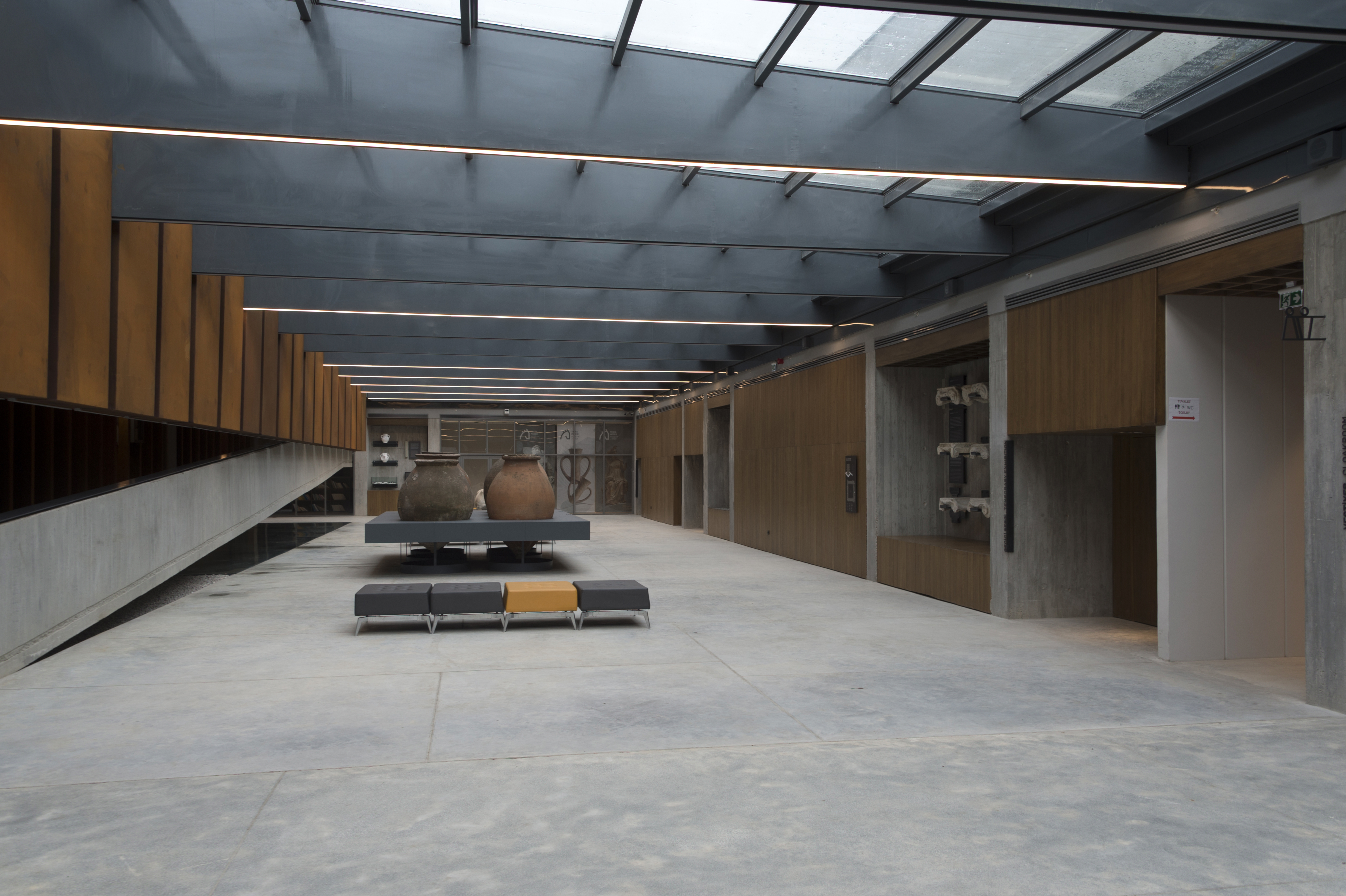
館内からの眺め

正方形の平面で4階建ての立方体の建物はさび色に塗られた耐候性鋼で覆われており、遺跡から発掘された印象を与える。建物の高さはトロイ遺跡を掘った深さと同じになっている。展示スペースは屋内全体12,750平方メートルのうち2,700平方メートルを占めている。32mｘ32mの展示エリアは、作業場、収蔵庫、会議室に囲まれている。地下はサービス機能に確保されている。博物館への入り口は、地下入り口から12mのスロープに続いている。
総工費は4,500万トルコリラ (約800万ドル) であった。開館は2018年10月10日で、トルコで宣言された「トロイ年」であった。

## 展覧会

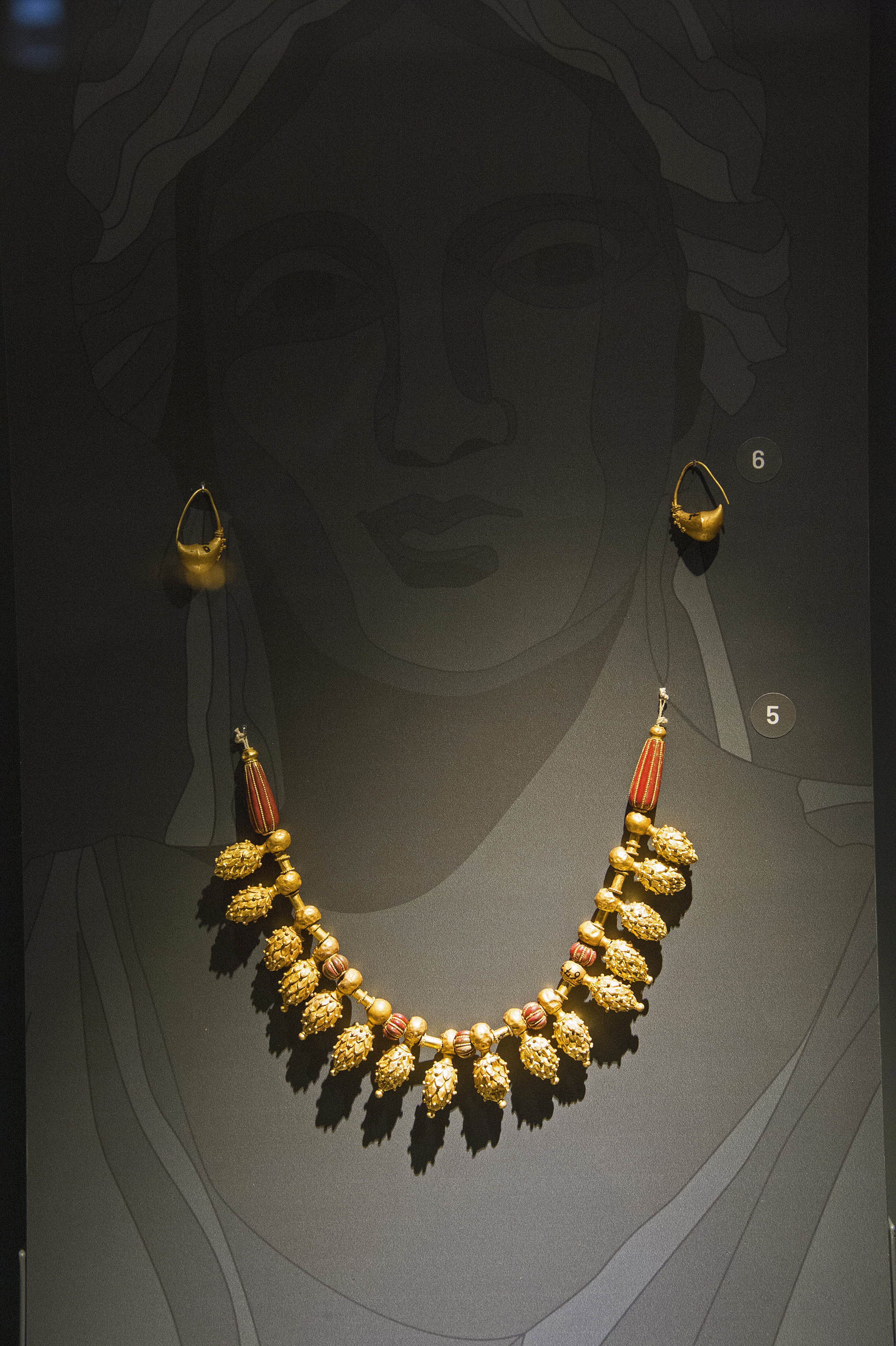
金のネックレス

入り口斜面の壁の隙間には、トロイで発掘された様々な階層の墓石や彫刻などの写真が展示されている。入り口には、考古学科学、時代測定法、文化遺産の保存修復、墳丘墓、また新石器時代、銅器時代、青銅器時代、そして鉄器時代など先史時代の用語情報が、来館者向けに解説されている。博物館は視覚的なデザイン、ジオラマ、インタラクティブな展示も行っている。

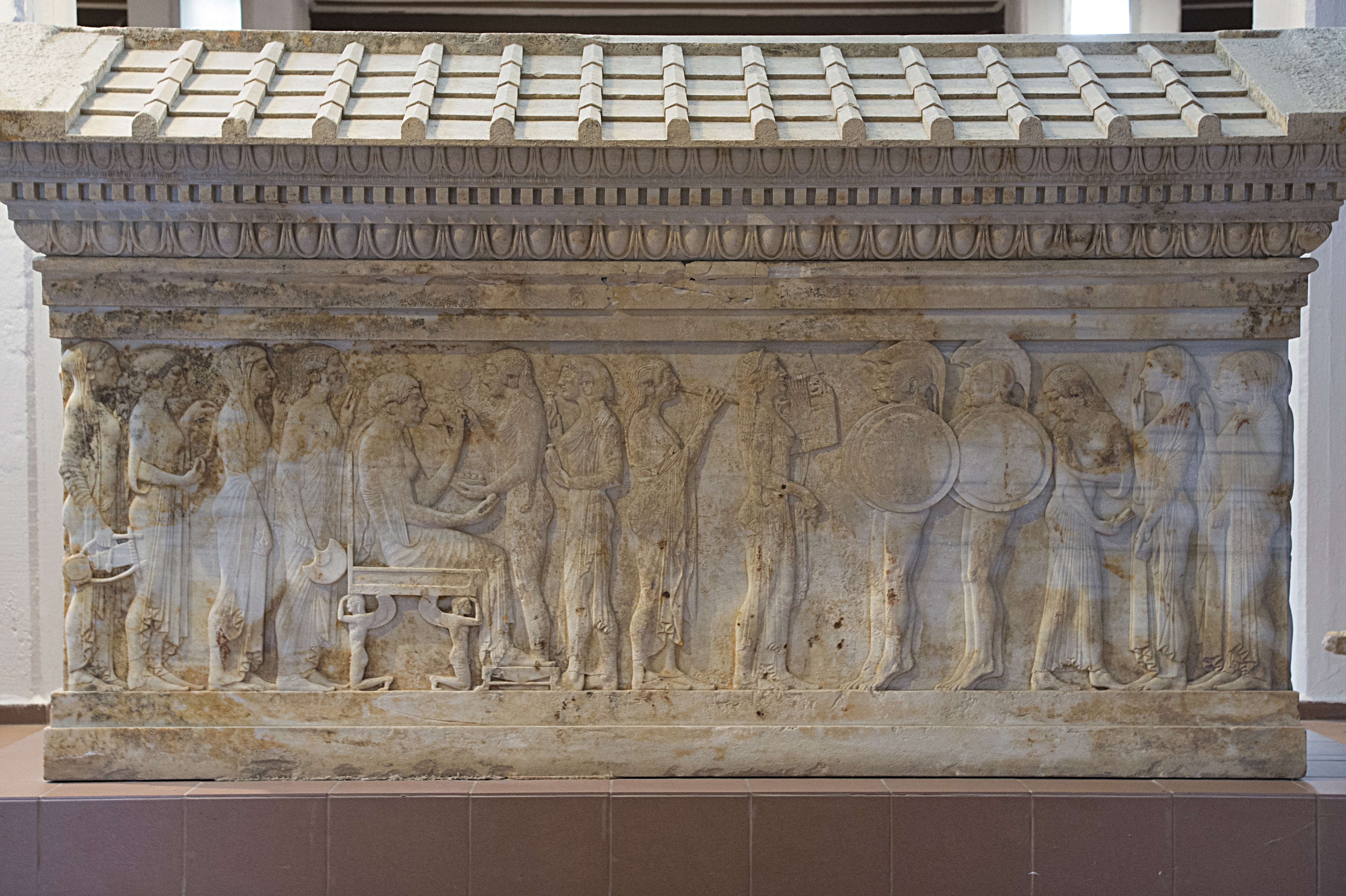
ポリュクセネーの石棺

博物館には7つのセクションがある。1階はトロ―アス地方、現在のビガ半島の工芸品にあてられている。これらは古代都市アッソス (ベーラム)、テネドス島 (ボズジャ島)、パリウム、アレクサンドリア・トローアス、スミテイオン、ランプサコス (ラプセキ近郊)、シンブラ、タヴォリア、そしてギョクチェアダ島の考古学的遺跡である。展示には、チャナッカレ考古学博物館、イスタンブール考古学博物館、アナトリア文明博物館から移管された、約4万点にのぼる博物館収蔵品のうち約2,000点が使われている。イズミル考古学博物館からのトロイ貨幣の移管が要請された。展示品にはラクリマトリー (涙の瓶)、ガラスあるいは陶器の香水瓶、豆像、金製品、ネックレスとブレスレット、貨幣、装身具、骨製品、金属容器、陶製の壺、武器、斧と刀、マイルストーン、碑文、祭壇、サルコファガス (石棺)、彫刻など、この地域の5,000年前の歴史にまつわる多くの品々である。中でも有名なのは、1994年に発掘されたポリュクセネーの石棺と、2012年に発見されたギリシャ神話の海神トリートーン像である。石像、柱、石碑、柱頭は、博物館の庭で展示されている。